# スーザン・ブラウンミラー

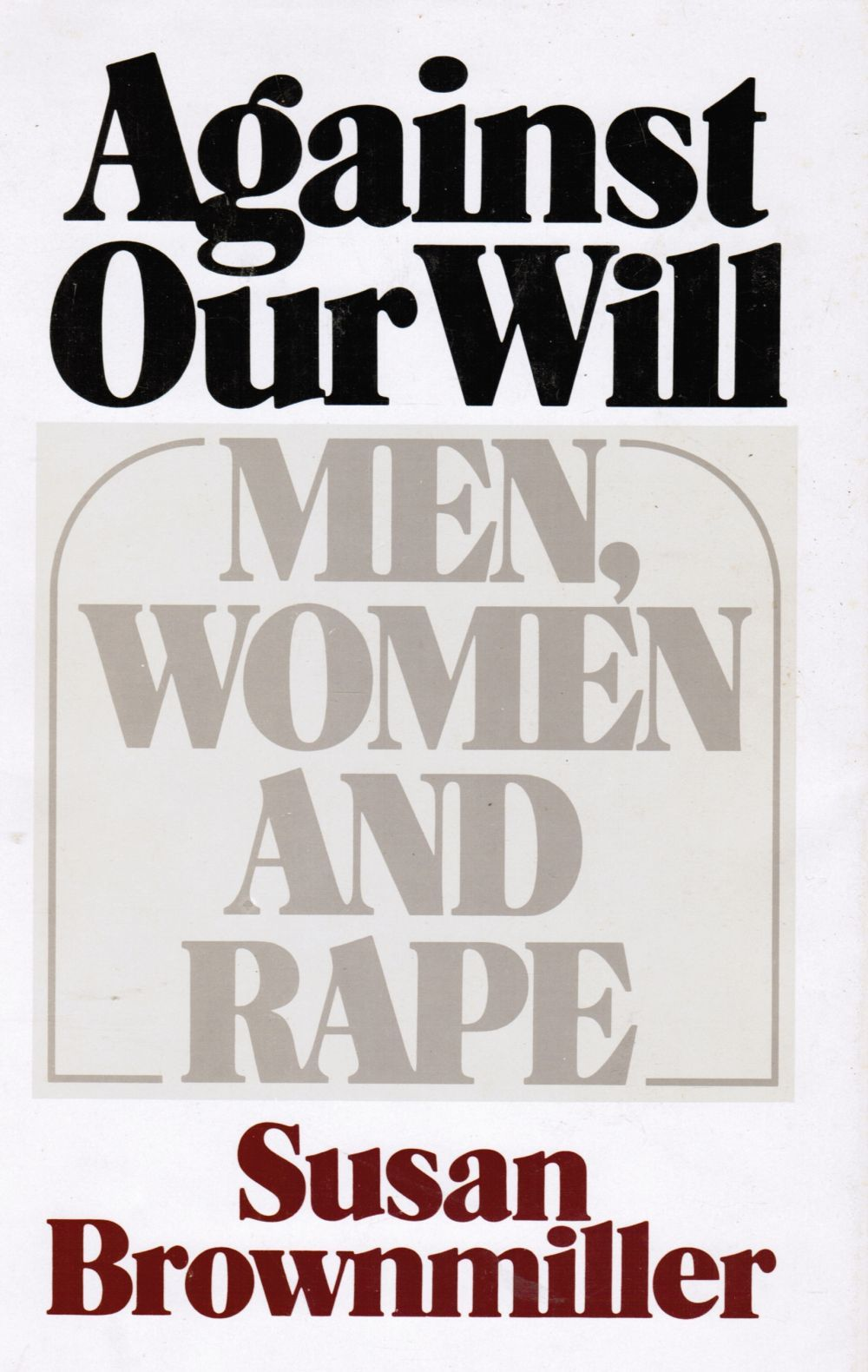
代表作『レイプ・踏みにじられた意思』1975年

スーザン・ブラウンミラー（Susan Brownmiller、1935年2月15日 - 2025年5月24日）は、アメリカのフェミニスト、ジャーナリスト、市民活動家。フェミニズムの視点から見たレイプの問題に関する著書で知られている。

## 経歴
ブラウンミラーは、ニューヨーク市ブルックリン区において中流のユダヤ人家庭に生まれた。父はセールスマンで母はエンパイア・ステート・ビルディング社の秘書であった。
1952年からコーネル大学で2年間学んだが卒業はしなかった。俳優になる勉強を続けオフ・ブロードウェイのショーに出演している。
ブラウンミラーはベトナム戦争が深刻化する中で盛り上がった市民運動にも積極的に関与し、Congress of Racial EqualityやStudent Nonviolent Coordinating Committeeに加入して大学でのシット・イン（座り込み活動）に参加していた。雑誌の編集の仕事やヴィレッジ・ヴォイスへの投稿を経てABCの記者として1966年から1968年まで働いた。1960年代後半からニューヨークを拠点にしてフェミニスト団体の活動に積極的に関与し、レイプ問題への対応や反ポルノなども訴えた。
1975年の『タイム』誌パーソン・オブ・ザ・イヤーは女性の社会進出を念頭に、「American Women」（アメリカの女性）に与えられたが、ブラウンミラーは他の11人の女性（政治家、スポーツ選手、軍人、大統領夫人ベティ・フォードなど）とともに代表者として賞を受け取った。
フリーランスのライターとして活動している。彼女の書く記事は、ニューヨーク・タイムズ、ニーズデイ、デイリーニューズ、ヴォーグ、ネーションなどに掲載されている。
独身であるものの、自身はロマンスとパートナーシップに対する信奉者であるとしている。
2025年5月24日、ニューヨーク市内の病院で死去。90歳没。

## 「レイプ・踏みにじられた意思」
ブラウンミラーの代表作は1975年に出版された「レイプ・踏みにじられた意思」（Against Our Will: Men, Women, and Rape）である。彼女はこの本の下調べに4年間を費やしてレイプの歴史を渉猟し文学、ポップミュージックから統計に至るまであらゆる側面から洗い出した。彼女はこの本において、レイプは「全ての男が女を恐怖状態に置いている脅しの意識的なプロセス」であるとしている。まず前提として、ブラウンミラーはレイプを、個々の男性の性欲とは無関係であり、男性集団が女性集団全体を支配し抑圧するための道具としての暴力であり戦術であると定義する。そして「女性にだけ特別な警戒という重荷を背負わせることは、何の解決ももたらさない。レイプに個人的解決法などありえないのだ。　＜中略＞　自己防衛という特殊な重荷を受け入れることは、女性は恐怖に怯えながら生きていかねばならず、男性と同等の自由や独立や自信を手に入れることなど不可能だという考え方を強化する」としている。

### 評価
このブラウンミラーの理論は多くのフェミニストに影響を与えているが、異なる立場のフェミニスト達が反論している。カミール・パーリアはブラウンミラーの理論が女性達を無防備な状態にしており「若い女性を災難に遭わせてきた」と批判している。他にも、ウェンディ・マッケルロイはブラウンミラーらの主張によって、レイプに関する科学的な研究が犠牲になっていると批判し、更にブラウンミラーらの主張は「ユートピア的な世界」の話であり現実的ではないと批判している。また、スティーブン・ピンカーもブラウンミラーの理論にたいして「『レイプはセックスと無関係』説は、異常に流行した妄想、集団狂気の一例として歴史にその名を留めるだろう」とし、さらには「レイプを根絶する努力のじゃまになっている」と批判している。犯罪心理学者の田口らもブラウンミラーの理論は、性欲やセックスの「定義を不当かつ恣意的に狭めているという点で問題がある」と批判している。
1995年にニューヨーク公共図書館はこの著書を20世紀における最も重要な100冊のリストに加えている。

## 著書
- Shirley Chisholm: A Biography (Doubleday, 1970)
- Against Our Will: Men, Women, and Rape (Simon and Schuster, 1975/Fawcett Columbine 1993)
  - 「レイプ・踏みにじられた意思」勁草書房、2000年
- Femininity (Linden Press/Simon & Schuster, 1984)
  - 「女らしさ」勁草書房、1998年
- Waverly Place (Grove Press, 1989)
- Seeing Vietnam (Harper Collins, 1994)
- In Our Time  (Dial Press, 1999)